# Maladie lysosomale
 Mise en garde médicale
Une maladie lysosomale est une maladie, généralement génétique, de l'enfant et de l'adulte, en rapport avec le fonctionnement anormal d'une des enzymes contenues dans le lysosome.
On dénombre une cinquantaine de maladies lysosomales, dont le point commun est une déficience génétique aboutissant au dysfonctionnement du lysosome. Les lysosomes sont des organites du cytoplasme qui contiennent des enzymes (spécifiquement, des hydrolases acides) qui sont chargées d'assimiler les déchets (appelés métabolites) produits par les cellules. Cette assimilation est le travail de protéines produites par le lysosome. Pour chacune des maladies lysosomales, un défaut d'un gène spécifique entraîne la non-production ou la production insuffisante de la protéine chargée de l'assimilation des métabolites.
Les métabolites s'accumulent alors, entraînant le dysfonctionnement des organes concernés. La plupart de ces maladies sont évolutives et polyhandicapantes. Elles entraînent des handicaps physiques, et neurologiques pour certaines d'entre elles. Il s'agit dans tous les cas de maladies rares.

## Lipidoses
| Nom                                 | Transmission         | O.M.I.M. | Chromosome et locus | Gène | Enzyme |
| ----------------------------------- | -------------------- | -------- | ------------------- | ---- | ------ |
| Maladie d'Austin                    | Récessive            | 272200   | 3                   |      |        |
| Maladie de Fabry                    | Récessive liée à l'X | 301500   | X                   |      |        |
| Maladie de Farber                   | Récessive            |          |                     |      |        |
| Gangliosidose à GM1                 | Récessive            |          | 3                   |      |        |
| Maladie de Gaucher                  | Récessive            | 245200   |                     |      |        |
| Maladie de Krabbe                   | Récessive            |          |                     |      |        |
| Leucodystrophie métachromatique     | Récessive            |          | 12                  |      |        |
| Maladie de Niemann-Pick type A et B | Récessive            |          |                     |      |        |
| Maladie de Niemann-Pick type C      | Récessive            |          |                     |      |        |
| Maladie de Schindler                | Récessive            |          | 22                  |      |        |
| Maladie de Tay-Sachs                | Récessive            |          | 15                  |      |        |
| Maladie de Wolman                   | Récessive            |          | 10                  |      |        |
| Maladie de Sandhoff                 | Récessive            |          | 5                   |      |        |

## Glycogénoses
Les autres maladies lysosomales du métabolisme du glycogène sont répertoriées dans l'article maladie génétique du métabolisme des glucides.
| Nom                                 | Transmission | O.M.I.M. | Chromosome et locus | Enzyme                      |
| ----------------------------------- | ------------ | -------- | ------------------- | --------------------------- |
| Glycogénose type 2 Maladie de Pompe | Récessive    | 232300   | 17q25.2-q25.3       | Alpha-1,4-glucosidase acide |

## Mucopolysaccharidoses (MPS)
Sept mucopolysaccharidoses (MPS) sont décrites :
- MPS I (maladies de Hurler, Hurler/Scheie, Scheie) ;
- MPS II (maladie de Hunter) ;
- MPS III (maladies de Sanfilippo A,B,C et D) ;
- MPS IV (maladie de Morquio A et B) ;
- MPS VI (maladie de Maroteaux-Lamy) ;
- MPS VII (maladie de Sly) ;
- MPS IX.

## Oligosaccharidoses et glycoprotéinoses

### Oligosaccharidoses
| Nom                    | Transmission | O.M.I.M. | Chromosome et locus | Gène  | Enzyme                              |
| ---------------------- | ------------ | -------- | ------------------- | ----- | ----------------------------------- |
| Fucosidose             | Récessive    | 230000   | 1p34                | FUCA1 | Alpha-L-fucosidase                  |
| Alpha-mannosidose      | Récessive    | 248500   | 19 q12              | MANB  | Alpha-mannosidase                   |
| Bêta-mannosidose       | Récessive    | 248510   | 4 q22-q25           | MANB1 | Bêta-mannosidase lysosomale         |
| Galactosialidose       | Récessive    | 256540   | 20q13.1             |       | Neuraminidase et bêta galactosidase |
| Aspartylglucosaminurie | Récessive    | 208400   | 4 q32.33            |       | N-aspartylglucosaminidase           |

### Mucolipidoses
| Nom                    | Transmission | O.M.I.M. | Chromosome et locus | Gène   | Enzyme                                    |
| ---------------------- | ------------ | -------- | ------------------- | ------ | ----------------------------------------- |
| Sialidose Types 1 et 2 | Récessive    | 256550   | 6p21.3              | NEU1   | Neuraminidase                             |
| Mucolipidose Type 2    | Récessive    | 252500   | 12                  |        | N-acétylglucosamine-1-phosphotransférase  |
| Mucolipidose Type 3    | Récessive    | 252600   | 4q21-q23            | GNPTA  | N-acétylglucosaminyl-1-phosphotransférase |
| Mucolipidose Type 4    | Récessive    | 252650   | 19p13.3-p13.2       | MCOLN1 |                                           |

## Anomalies du transfert lysosomal
| Nom              | Transmission         | O.M.I.M. | Chromosome et locus | Gène | Enzyme |
| ---------------- | -------------------- | -------- | ------------------- | ---- | ------ |
| Maladie de Salla | Récessive            | 269920   | 6                   |      |        |
| Maladie de Danon | Récessive liée à l'X | 300527   | X                   |      |        |
| Cystinose        | Récessive            | 219800   | 17                  |      |        |

## Divers
| Nom                          | Transmission | O.M.I.M. | Chromosome et locus | Gène | Enzyme |
| ---------------------------- | ------------ | -------- | ------------------- | ---- | ------ |
| Syndrome de Papillon-Lefèvre |              |          |                     |      |        |
| Syndrome de Chediak-Higashi  |              |          |                     |      |        |

## Conséquences d'une maladie lysosomale
Selon la maladie et le malade, les premiers signes peuvent apparaître très rapidement à la naissance ou au contraire au bout de quelques ou plusieurs années.
Les symptômes et leur évolution sont propres à chaque maladie.
Mais peu à peu des lésions apparaissent au niveau des organes (poumons, cœur, foie, rate, cerveau) entraînant des troubles graves et irréversibles. Certaines maladies peuvent présenter des troubles neurologiques.
Dans la majorité des cas, en l’absence de traitements spécifiques, l'espérance de vie des malades est réduite.